# La sorgente dell'amore
La sorgente dell'amore (La Source des femmes) è un film del 2011 diretto da Radu Mihăileanu.
In forma di commedia drammatica, con ampio ricorso a parti cantate, si narra la singolare forma di lotta di un gruppo di donne di un villaggio arabo, stanche di compromettere la loro salute nel trasportare l'acqua.

## Trama
In un villaggio situato tra Nordafrica e Medio Oriente le donne del luogo devono compiere ogni giorno un lungo sentiero insidioso e ripido per raggiungere una sorgente che è la loro unica fonte di approvvigionamento di acqua, nella calura di un paese in cui la siccità ha inaridito non solo la vegetazione ma anche i cuori degli uomini, indifferenti alla loro fatica.
Il ritorno dalla sorgente, infatti, non è privo di pericoli e capita spesso che le donne cadano e in particolare quelle incinte perdano il proprio bambino, venendo poi tacciate di essere sterili.
Leila, giovane sposa venuta dal sud, decide di opporsi a questo stato di cose, e aiutata da una anziana quanto carismatica comare del villaggio, e dalle altre mogli, inizialmente riluttanti, proclama lo "sciopero dell'amore". Lo sciopero è diretto soprattutto a rendere gli uomini più partecipi del miglioramento delle condizioni del villaggio stimolandone una rinnovata coscienza civica e una nuova considerazione del ruolo della donna.
Nel villaggio, oltre all'acqua corrente, manca anche l'elettricità, e pure in un quadro desolante, ci sarebbero delle entrate, grazie al turismo, che però non si sa che fine facciano. Le autorità sembrano sorde a tutte le richieste dimostrandosi particolarmente insensibili alle istanze mosse dall'universo femminile.
Ma la tenacia di Leila, sostenuta dall'amore di suo marito Sami, riesce alla fine nel risultato voluto, grazie anche al risolutivo contributo di un articolo su un giornale locale.

## Produzione
Il film è stato girato in Marocco in lingua araba. Curiosamente il regista non parlava l'arabo e lo stesso cast presentava attori di origini molto diverse che parlavano diversi dialetti arabi.

## Precedenti
Lo stratagemma trae spunto dalla Lisistrata di Aristofane, e al pari di questa, ha dei tratti di commedia, anche se il messaggio del regista, veicolato con toni che possono sembrare lievemente precettistici e didascalici, è quello di ricordare che la vera fede islamica non è improntata sulla umiliazione della donna, ma sul suo essere "sorella" dell'uomo.
Lo stesso canovaccio si riscontra nel film Absurdistan del 2008 diretto da Veit Helmer. Entrambi sembrano essersi ispirati ad un fatto di cronaca avvenuto in un villaggio della Turchia nel 2001, quando le donne imposero agli uomini uno sciopero dell'amore fin quando non venisse riparato un guasto che aveva interrotto la fornitura di acqua. Resistite alle violenze, videro poi soddisfatte le loro richieste da parte del governo.

## Distribuzione
Il film è stato presentato in concorso al Festival di Cannes 2011. Il regista Radu Mihăileanu è stato candidato per la Palma d'oro.